# Iwan Iwanow (narciarz)
Iwan Aleksiejewicz Iwanow (ros. Иван Алексеевич Иванов, ur. 11 maja 1987) – rosyjski biegacz narciarski, dwukrotny medalista mistrzostw świata juniorów.

## Kariera
Po raz pierwszy na arenie międzynarodowej Iwan Iwanow pojawił się 13 listopada 2004 roku w zawodach FIS Race w Kirowsku, gdzie zajął 28. miejsce w biegu na 15 km stylem dowolnym. W 2007 roku wystąpił na mistrzostwach świata juniorów w Tarvisio, gdzie zdobył złoty medal w sprincie klasykiem, a wraz z kolegami wywalczył srebrny medal w sztafecie.
W Pucharze Świata zadebiutował 27 października 2007 roku w Düsseldorfie, zajmując 31. miejsce w sprincie techniką dowolną. Pierwsze pucharowe punkty zdobył blisko trzy miesiące później, 23 stycznia 2008 roku w Canmore, gdzie zajął 28. miejsce w sprincie stylem klasycznym. Już trzy dni później Rosjanin wywalczył swoje pierwsze pucharowe podium, zajmując drugie miejsce w sprincie techniką dowolną w tej samej miejscowości. W sezonie 2007/2008 punktował jeszcze trzykrotnie, ale na podium już nie stawał. W klasyfikacji generalnej zajął ostatecznie 54. miejsce.
W sezonie 2008/2009 punktował dwukrotnie, najlepszy wynik osiągając 14 grudnia 2008 roku w Davos, gdzie był osiemnasty w sprincie stylem dowolnym. Iwanow zajął także trzecie miejsce w sprincie stylem klasycznym 16 stycznia 2009 roku w Whistler, jednak został zdyskwalifikowany. Sezon ten ukończył na 132. miejscu. Na mistrzostwach świata młodzieżowców w Praz de Lys - Sommand w 2009 roku zajął 13. miejsce w sprincie klasykiem. Rok później, na mistrzostwach świata młodzieżowców w Hinterzarten w tej samej konkurencji był dwunasty. Od tej pory startuje głównie w zawodach Pucharu Kontynentalnego i FIS Race.

## Osiągnięcia

### Mistrzostwa świata juniorów
| Miejsce | Dzień    | Rok  | Miejscowość | Konkurs                  | Wynik       | Strata  | Zwycięzca           |
| ------- | -------- | ---- | ----------- | ------------------------ | ----------- | ------- | ------------------- |
| 1.      | 12 marca | 2007 | Tarvisio    | Sprint stylem klasycznym | —           | —       | —                   |
| 10.     | 16 marca | 2007 | Tarvisio    | 20 km łączony            | 52:49,8 min | +41,0 s | Eirik Kurland Olsen |
| 2.      | 26 marca | 2007 | Tarvisio    | Sztafeta 4x5 km          | 49:18,1 min | +0,3 s  | Szwecja             |

### Mistrzostwa świata młodzieżowców
| Miejsce | Dzień       | Rok  | Miejscowość           | Konkurs                  | Wynik       | Strata      | Zwycięzca           |
| ------- | ----------- | ---- | --------------------- | ------------------------ | ----------- | ----------- | ------------------- |
| 13.     | 1 lutego    | 2009 | Praz de Lys - Sommand | Sprint stylem klasycznym | —           | —           | Aleš Razým          |
| 12.     | 26 stycznia | 2010 | Hinterzarten          | Sprint stylem dowolnym   | —           | —           | Ole-Marius Bach     |
| 48.     | 28 stycznia | 2010 | Hinterzarten          | 15 km stylem klasycznym  | 37:50,0 min | +3:30,3 min | Władysław Skoboljew |

### Puchar Świata

#### Miejsca w klasyfikacji generalnej
- sezon 2007/2008: 54.
- sezon 2008/2009: 132.

#### Miejsca na podium
| Nr | Dzień       | Rok  | Miejscowość | Konkurencja            | Czas biegu | Pozycja | Strata | Zwycięzca    |
| -- | ----------- | ---- | ----------- | ---------------------- | ---------- | ------- | ------ | ------------ |
| 1. | 26 stycznia | 2008 | Canmore     | Sprint stylem dowolnym | ?          | ?       | 2.     | Emil Jönsson |

#### Miejsca w poszczególnych zawodachPucharu Świata
| Sezon 2007/2008                                                                        |                             |                      |                          |                       |                         |                         |                             |                            |                    |                            |                           |                              |                              |                              |                       |                          |                        |                         |                         |                       |                          |                             |                       |                        |                        |                           |                        |                        |                         |                                     |        |        |        |        |        |        |        |        |        |        |        |        |        |        |        |
| Düsseldorf 27.10 (SP F)                                                                | Beitostølen 24.11 (15 km F) | Ruka 1.12 (SP C)     | Ruka 2.12 (15 km C)      | Davos 8.12 (15 km C)  | Rybińsk 15.12 (30 km F) | Rybińsk 16.12 (SP F)    | Nové Město 28.12 (4.5 km C) | Nové Město 29.12 (15 km F) | Praga 30.12 (SP F) | Nové Město 1.01 (15 km F)  | Nové Město 2.01 (15 km C) | Asiago 4.01 (SP F)           | Val di Fiemme 5.01 (20 km C) | Val di Fiemme 6.01 (10 km F) | TdS                   | Canmore 22.01 (2x15 km)  | Canmore 23.01 (SP C)   | Canmore 25.01 (15 km F) | Canmore 26.01 (SP F)    | Otepää 9.02 (15 km C) | Otepää 10.02 (SP C)      | Liberec 16.02 (11.4 km F)   | Falun 23.02 (2x15 km) | Sztokholm 27.02 (SP C) | Lahti 1.03 (SP F)      | Lahti 2.03 (15 km C)      | Drammen 5.03 (SP C)    | Oslo 8.03 (50 km F)    | Bormio 14.03 (3.3 km F) | Bormio 15-16.03 (20 km C + 15 km F) | punkty | punkty | punkty | punkty | punkty | punkty | punkty | punkty | punkty | punkty | punkty | punkty | punkty | punkty | punkty |
| 31                                                                                     | -                           | -                    | -                        | -                     | -                       | 39                      | -                           | -                          | -                  | -                          | -                         | -                            | -                            | -                            | -                     | -                        | 28                     | -                       | 2                       | -                     | 15                       | -                           | -                     | 17                     | 24                     | -                         | 45                     | -                      | 64                      | 59                                  | 120    | 120    | 120    | 120    | 120    | 120    | 120    | 120    | 120    | 120    | 120    | 120    | 120    | 120    | 120    |
| Sezon 2008/2009                                                                        |                             |                      |                          |                       |                         |                         |                             |                            |                    |                            |                           |                              |                              |                              |                       |                          |                        |                         |                         |                       |                          |                             |                       |                        |                        |                           |                        |                        |                         |                                     |        |        |        |        |        |        |        |        |        |        |        |        |        |        |        |
| Gällivare 22.11 (15 km F)                                                              | Ruka 29.11 (SP C)           | Ruka 30.11 (15 km C) | La Clusaz 6.12 (30 km F) | Davos 13.12 (15 km C) | Davos 14.12 (SP F)      | Düsseldorf 20.12 (SP F) | Oberhof 27.12 (3,75 km F)   | Oberhof 28.12 (15 km C)    | Praga 29.12 (SP F) | Nové Město 31.12 (15 km C) | Nové Město 1.01 (SP F)    | Val di Fiemme 3.01 (20 km C) | Val di Fiemme 4.01 (10 km F) | TdS                          | Whistler 16.01 (SP C) | Whistler 17.01 (2x15 km) | Otepää 24.01 (15 km C) | Otepää 25.01 (SP C)     | Rybińsk 30.01 (15 km F) | Rybińsk 31.01 (SP F)  | Valdidentro 13.02 (SP F) | Valdidentro 14.02 (15 km C) | Lahti 07.03 (SP F)    | Lahti 08.03 (15 km F)  | Trondheim 12.03 (SP C) | Trondheim 14.03 (50 km C) | Sztokholm 18.03 (SP C) | Falun 20.03 (3.3 km F) | Falun 21.03 (2x10 km)   | Falun 22.03 (15 km F)               | FPŚ    | punkty | punkty | punkty | punkty | punkty | punkty | punkty | punkty | punkty | punkty | punkty | punkty | punkty | punkty |
| -                                                                                      | 41                          | -                    | -                        | -                     | 18                      | 28                      | -                           | -                          | -                  | -                          | -                         | -                            | -                            | -                            | DSQ                   | -                        | -                      | 44                      | -                       | -                     | -                        | -                           | -                     | -                      | -                      | -                         | -                      | -                      | -                       | -                                   | -      | 16     | 16     | 16     | 16     | 16     | 16     | 16     | 16     | 16     | 16     | 16     | 16     | 16     | 16     |
| Legenda                                                                                |                             |                      |                          |                       |                         |                         |                             |                            |                    |                            |                           |                              |                              |                              |                       |                          |                        |                         |                         |                       |                          |                             |                       |                        |                        |                           |                        |                        |                         |                                     |        |        |        |        |        |        |        |        |        |        |        |        |        |        |        |
| 1 2 3 4-10 11-30 31-100 Dyskwalifikacja - – zawodnik nie wystartował TdS – Tour de Ski |                             |                      |                          |                       |                         |                         |                             |                            |                    |                            |                           |                              |                              |                              |                       |                          |                        |                         |                         |                       |                          |                             |                       |                        |                        |                           |                        |                        |                         |                                     |        |        |        |        |        |        |        |        |        |        |        |        |        |        |        |